# Montenegro en el Festival de la Canción de Eurovisión 2022
Montenegro participó en el LXVI Festival de la Canción de Eurovisión, que se celebró en Turín, Italia del 10 al 14 de mayo de 2022, tras la victoria de Måneskin con la canción «Zitti e buoni». La Radio i Televizija Crne Gore (Radio y televisión de Montenegro, en español), encargada de la participación montenegrina en el festival, decidió utilizar un método de selección interna para definir al representante del país en el concurso eurovisivo. La RTCG anunció a la cantante Vladana Vučinić como su representante con la balada clásica «Breathe (Unforgivable)» compuesta por ella junto a Darko Dimitrov.
Pasando completamente desapercibida por las casas de apuestas, en el concurso, Montenegro compitió en la segunda semifinal, siendo eliminada tras obtener la 17.ª y penúltima posición con un total de 33 puntos.

## Historia de Montenegro en el Festival
Montenegro es uno de los últimos países de Europa del Este que recientemente se han unido al festival, debutando en 2007 tras la disolución de Serbia y Montenegro. Desde entonces el país ha concursado en 11 ocasiones, siendo su mejor participación en 2015, cuando se colocaron en 13.ª posición con Knez con la balada folk «Adio». Montenegro es uno de los países con peores resultados, habiéndose clasificado a la final solamente en dos ocasiones sin haber llegado a los diez mejores en ninguna de sus participaciones y siendo uno de los países con más eliminaciones en semifinales: 9 ocasiones.
En la edición cancelada de 2020 y en 2021, Montenegro se retiró del concurso debido a problemas económicos y los pobres resultados. La última participación montenegrina en el concurso fue en 2019, donde el grupo D Mol no clasificó a la final terminando en 16.ª posición con 46 puntos en la primera semifinal: 31 puntos del jurado profesional (13.°) y 15 del televoto (16.°), con el tema «Heaven».

## Representante para Eurovisión

### Elección interna
Montenegro confirmó su participación en el Festival de la Canción de Eurovisión 2022 en octubre de 2021. El 22 de octubre de 2022 Montenegro confirmó la cancelación de la tradicional preselección Montevizija debido a problemas financieros y las restricciones por la Pandemia de COVID-19 y los requerimientos adicionales que esta implica para la realización de una final nacional. De esta manera, la RTCG usó una método de selección interna, método que no usaba desde 2017. El periodo de recepción de candidaturas estuvo abierto entre el 28 de octubre y el 10 de diciembre de 2021, habiéndose recibidas 30 canciones, 24 de ellas válidas. El 22 de diciembre de 2021, la RTCG desveló el panel de jurados que se encargó de evaluar las veinticuatro candidaturas. La lista de jurados estuvo compuesta por:
| - Stana Šalgo – (presidente del jurado) Editor musical de la RTCG - Branka Banović – Editor musical de televisión de la RTCG - Danijel Alibabić – Presidente de la Asociación de Artistas Pop de Montenegro - Bojana Nenezić – Asesor de Cultura Musical en el Instituto de Educación - Zoja Đurović – Profesor de la Escuela de Música «Vasa Pavić» | - Dražen Bauković – Editor en Programas de Entretenimientos de la TVCG - Nina Žižić – Cantante y Representante de Montenegro en el Festival de Eurovisión de 2013 - Gojko Berkuljan – Director y Productor en jefe de RTCG - Ilmira Lika – Editor y Director de TV Teuta - Đorđije Kustudić – Mánager de Mercadotecnia de RTCG |

El 4 de enero de 2022 durante el programa de Dobro jutro Crna Goro, jutarnji program, Stana Šalgo anunció como representante montenegrina en el festival a Vladana Vučinić. Sobre su canción que sería revelada más tarde, Vladana comentó:

«Yo sé que que la vida está [hecha] en tonos negros y blancos, y que cada día es una nueva canción. Por eso es interesante. Nosotros solo nos damos cuenta que significa pelear por la vida cuando empieza a doler, y cuando la cura es el único objetivo. Esta es mi canción, mi cura para Europa y para el mundo.»
Vladana Vučinić

Un día después, en una conferencia en línea se reveló que la canción se titulaba «Breathe» y estaba escrita íntegramente en inglés aunque se lanzaría una versión en italiano. La canción fue descrita como «pop, balada y con un momento cinemático al piano». Vladana explicó que la canción fue escrita después de una reciente tragedia familiar, siendo coescrita y arreglada por Darko Dimitrov. El 26 de febrero de 2022 se confirmó la realización del programa «Motenegro, dodici punti» en el cual se desvelaría el tema «Breathe». Finalmente, el 4 de marzo de 2022 se emitió el programa en el cual se presentó «Breathe». El videoclip fue subido al canal oficial de YouTube del festival de Eurovisión del mismo día, el cual se había comenzado a filmar el 6 de febrero de 2022 en Cetiña.

## En Eurovisión
De acuerdo a las reglas del festival, todos los concursantes iniciaron desde las semifinales, a excepción del anfitrión (en este caso, Italia) y el Big Five compuesto por Alemania, España, Francia, la misma Italia y Reino Unido. En el sorteo realizado el 25 de enero de 2022, Montenegro fue sorteada en la segunda semifinal del festival. En este mismo sorteo, se determinó que participaría en la segunda mitad de la semifinal (posiciones 10-18). Semanas después, ya conocidos los artistas y sus respectivas canciones participantes, la producción del programa dio a conocer el orden de actuación, determinando que el país participaría en la decimoquinta posición, precedida por Polonia y seguida de Bélgica.
Los comentarios para Montenegro corrieron por parte por 13.ª ocasión de Dražen Bauković quien fue acompañado por quinta ocasión consecutiva por Tijana Mišković, en la transmisión a nivel local e internacional de televisión. La portavoz de la puntuación montenegrina en la votación del jurado fue la artista visual Andrijana Vešović, conocida como Zombijana Bones.

### Semifinal 2

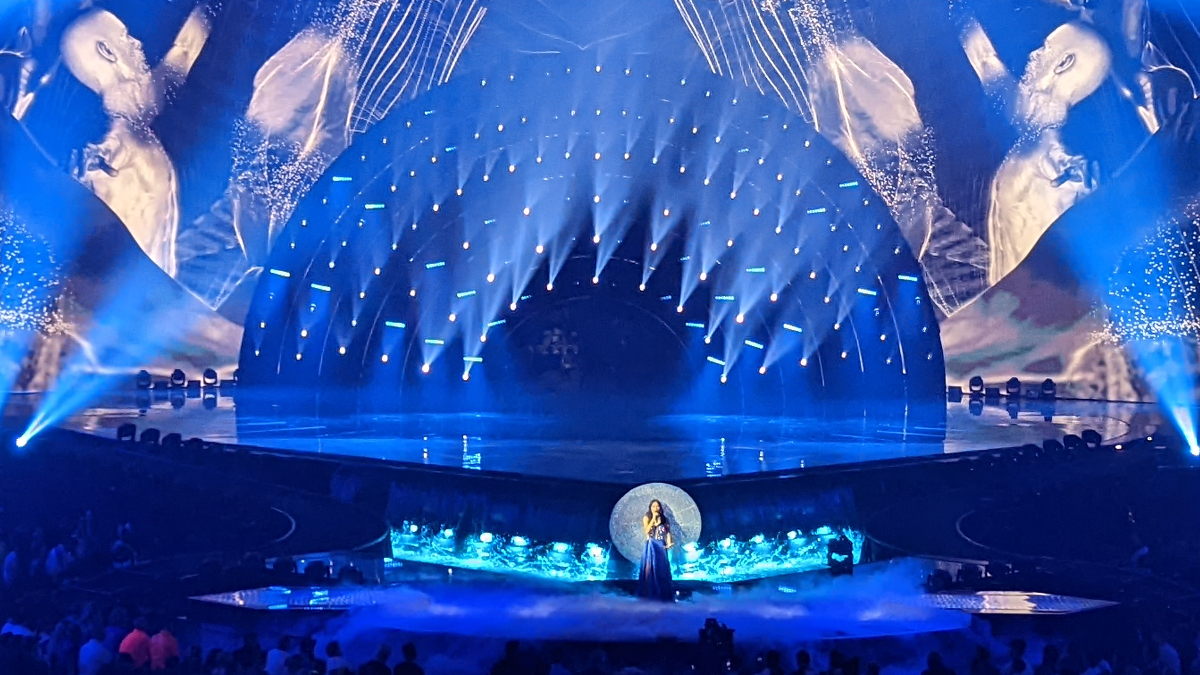
Vladana durante la segunda semifinal.

Vladana tomó parte de los ensayos los días 3 y 6 de mayo así como de los ensayos generales con vestuario de la segunda semifinal los días 11 y 12 de mayo. El ensayo general de la tarde del 11 fue tomado en cuenta por los jurados profesionales para emitir sus votos, que representaron el 50% de los puntos. Montenegro se presentó en la posición 15, detrás de Bélgica y por delante de Polonia.
La actuación montenegrina tuvo como equipo creativo a Gojko Berkuljan y Vesna Popadić además de Clara Daguin como diseñadora de vestuario. La actuación fue sencilla con Vladana actuando sola en el escenario con un vestido largo azul y una gran círculo de luces en la espalda que se iluminaba con su propia respiración. Vladana actuó enteramente en la pastilla central del escenario con las luces del escenario en color azul.
Al final del show, Montenegro no fue anunciada como uno de los países clasificados para la gran final. Los resultados revelados una vez terminado el festival, posicionaron a Montenegro en 17° y penúltimo lugar de la semifinal con un total de 33 puntos, habiendo obtenido la 14.ª posición del público con 22 puntos: la máxima puntuación de Serbia y 10 puntos de Macedonia del Norte y obteniendo el 17° lugar del jurado profesional con 11 puntos de tres países: siete puntos de Serbia, tres de Macedonia del Norte y uno de España. Esta eliminación significó la quinta ocasión consecutiva que el país balcánico cae en semifinales.

### Votación

#### Puntuación a Montenegro

##### Semifinal 2
| Jurado    | Jurado                | Jurado                | Jurado   | Jurado   |
| 12 puntos | 10 puntos             | 8 puntos              | 7 puntos | 6 puntos |
| --------- | --------------------- | --------------------- | -------- | -------- |
|           |                       |                       | - Serbia |          |
| 5 puntos  | 4 puntos              | 3 puntos              | 2 puntos | 1 punto  |
|           |                       | - Macedonia del Norte |          | - España |
| Televoto  |                       |                       |          |          |
| 12 puntos | 10 puntos             | 8 puntos              | 7 puntos | 6 puntos |
| - Serbia  | - Macedonia del Norte |                       |          |          |
| 5 puntos  | 4 puntos              | 3 puntos              | 2 puntos | 1 punto  |
|           |                       |                       |          |          |

#### Votación realizada por Montenegro[21][22]
| Puntos    | Jurado              | Televoto            |
| --------- | ------------------- | ------------------- |
| 12 puntos | Suecia              | Serbia              |
| 10 puntos | Australia           | Macedonia del Norte |
| 8 puntos  | Bélgica             | Chipre              |
| 7 puntos  | Serbia              | Estonia             |
| 6 puntos  | Estonia             | Suecia              |
| 5 puntos  | Azerbaiyán          | Bélgica             |
| 4 puntos  | Finlandia           | República Checa     |
| 3 puntos  | Polonia             | Australia           |
| 2 puntos  | República Checa     | Polonia             |
| 1 punto   | Macedonia del Norte | Malta               |

| Puntos    | Jurado       | Televoto |
| --------- | ------------ | -------- |
| 12 puntos | Serbia       | Serbia   |
| 10 puntos | Italia       | Ucrania  |
| 8 puntos  | España       | España   |
| 7 puntos  | Suecia       | Moldavia |
| 6 puntos  | Ucrania      | Italia   |
| 5 puntos  | Reino Unido  | Portugal |
| 4 puntos  | Portugal     | Polonia  |
| 3 puntos  | Países Bajos | Estonia  |
| 2 puntos  | Lituania     | Noruega  |
| 1 punto   | Azerbaiyán   | Suecia   |

##### Desglose
| Semifinal 2 | Semifinal 2         | Semifinal 2                | Semifinal 2                | Semifinal 2                | Semifinal 2                |
| N.º         | País                | Jurado                     | Jurado                     | Televoto                   | Televoto                   |
| N.º         | País                | Ranking                    | Puntos                     | Ranking                    | Puntos                     |
| ----------- | ------------------- | -------------------------- | -------------------------- | -------------------------- | -------------------------- |
| 01          | Finlandia           | 7                          | 4                          | 16                         |                            |
| 02          | Israel              | 11                         |                            | 12                         |                            |
| 03          | Serbia              | 4                          | 7                          | 1                          | 12                         |
| 04          | Azerbaiyán          | 6                          | 5                          | 11                         |                            |
| 05          | Georgia             | 17                         |                            | 14                         |                            |
| 06          | Malta               | 12                         |                            | 10                         | 1                          |
| 07          | San Marino          | 16                         |                            | 15                         |                            |
| 08          | Australia           | 2                          | 10                         | 8                          | 3                          |
| 09          | Chipre              | 14                         |                            | 3                          | 8                          |
| 10          | Irlanda             | 13                         |                            | 17                         |                            |
| 11          | Macedonia del Norte | 10                         | 1                          | 2                          | 10                         |
| 12          | Estonia             | 5                          | 6                          | 4                          | 7                          |
| 13          | Rumania             | 15                         |                            | 13                         |                            |
| 14          | Polonia             | 8                          | 3                          | 9                          | 2                          |
| 15          | Montenegro          | -------------------------- | -------------------------- | -------------------------- | -------------------------- |
| 16          | Bélgica             | 3                          | 8                          | 6                          | 5                          |
| 17          | Suecia              | 1                          | 12                         | 5                          | 6                          |
| 18          | República Checa     | 9                          | 2                          | 7                          | 4                          |

##### Incidentes en la votación
En un comunicado emitido durante la transmisión de la final, la UER reveló que durante la presentación del jurado de la segunda semifinal el 11 de mayo de 2022, seis jurados nacionales, incluyendo el jurado montenegrino, se descubrió que tenían patrones de votación irregulares. Como resultado, sus votaciones fueron anuladas y sustituidas para la segunda semifinal y la final en función de países con patrones de votación similares según lo determinado por los bombos en los que se colocaron los países para el sorteo de asignación de semifinales en enero y sin afectar las votaciones del televoto. Las emisoras belgas VRT y RTBF informaron más tarde que los jurados de los países involucrados habían llegado a acuerdos para votarse entre ellos.
El 19 de mayo, la UER emitió un comunicado explicando lo sucedido. Los auditores independientes de la votación de la UER detectaron un patrón irregular en las puntuaciones otorgadas por los jurados de seis países participantes en la segunda semifinal: Azerbaiyán, Georgia, Montenegro, Polonia, Rumania y San Marino. En el caso de Montenegro, Vladana recibió en la votación de los otros 5 países involucrados un total de 39 puntos (promediando 7.80 puntos por país); mientras que en la votación de los otros 15 países recibió apenas 11 puntos, siendo votada por solo tres países.
Dada la naturaleza de este incidente, la UER decidió ejercer su derecho a eliminar los votos emitidos por los seis jurados en cuestión a partir de la asignación de clasificación en la Gran Final para preservar la integridad del sistema de votación. A continuación se desglosa la votación anulada del jurado montenegrino, resaltando a los países involucrados en la votación irregular:
| Votación anulada en la Semifinal 2 | Votación anulada en la Semifinal 2 | Votación anulada en la Semifinal 2 | Votación anulada en la Semifinal 2 | Votación anulada en la Semifinal 2 | Votación anulada en la Semifinal 2 | Votación anulada en la Semifinal 2 | Votación anulada en la Semifinal 2 | Votación anulada en la Semifinal 2 |
| N.º                                | País                               | Jurado                             | Jurado                             | Jurado                             | Jurado                             | Jurado                             | Jurado                             | Jurado                             |
| N.º                                | País                               | Jurado A                           | Jurado B                           | Jurado C                           | Jurado D                           | Jurado E                           | Ranking                            | Puntos                             |
| ---------------------------------- | ---------------------------------- | ---------------------------------- | ---------------------------------- | ---------------------------------- | ---------------------------------- | ---------------------------------- | ---------------------------------- | ---------------------------------- |
| 01                                 | Finlandia                          | 12                                 | 10                                 | 15                                 | 10                                 | 2                                  | 9                                  | 2                                  |
| 02                                 | Israel                             | 14                                 | 16                                 | 16                                 | 14                                 | 11                                 | 17                                 |                                    |
| 03                                 | Serbia                             | 5                                  | 6                                  | 3                                  | 2                                  | 1                                  | 2                                  | 10                                 |
| 04                                 | Azerbaiyán                         | 3                                  | 2                                  | 2                                  | 3                                  | 7                                  | 3                                  | 8                                  |
| 05                                 | Georgia                            | 2                                  | 1                                  | 1                                  | 4                                  | 3                                  | 1                                  | 12                                 |
| 06                                 | Malta                              | 17                                 | 8                                  | 17                                 | 16                                 | 13                                 | 15                                 |                                    |
| 07                                 | San Marino                         | 4                                  | 3                                  | 14                                 | 6                                  | 5                                  | 5                                  | 6                                  |
| 08                                 | Australia                          | 10                                 | 15                                 | 9                                  | 11                                 | 10                                 | 13                                 |                                    |
| 09                                 | Chipre                             | 8                                  | 11                                 | 13                                 | 12                                 | 9                                  | 11                                 |                                    |
| 10                                 | Irlanda                            | 16                                 | 12                                 | 10                                 | 17                                 | 16                                 | 16                                 |                                    |
| 11                                 | Macedonia del Norte                | 7                                  | 7                                  | 7                                  | 7                                  | 8                                  | 8                                  | 3                                  |
| 12                                 | Estonia                            | 13                                 | 9                                  | 8                                  | 15                                 | 4                                  | 10                                 | 1                                  |
| 13                                 | Rumania                            | 1                                  | 4                                  | 6                                  | 9                                  | 12                                 | 4                                  | 7                                  |
| 14                                 | Polonia                            | 6                                  | 5                                  | 4                                  | 5                                  | 14                                 | 6                                  | 5                                  |
| 15                                 | Montenegro                         | --------------------------         | --------------------------         | --------------------------         | --------------------------         | --------------------------         | --------------------------         | --------------------------         |
| 16                                 | Bélgica                            | 11                                 | 17                                 | 11                                 | 13                                 | 6                                  | 12                                 |                                    |
| 17                                 | Suecia                             | 15                                 | 13                                 | 5                                  | 1                                  | 17                                 | 7                                  | 4                                  |
| 18                                 | República Checa                    | 9                                  | 12                                 | 12                                 | 8                                  | 15                                 | 14                                 |                                    |